# Alena Hiendziel
Alena Stanisławauna Hendzel w l. 2011—2015 Jurjewa, (ur. 21 września 1984 w Mińsku) – białoruska siatkarka, grająca na pozycji środkowej. Od lutego 2020 roku występuje w drużynie Leningradka Petersburg.

## Sukcesy klubowe
Mistrzostwo Polski:
- 2009

Mistrzostwo Rosji:
- 2015, 2018, 2019
- 2013, 2014

Superpuchar Rosji:
- 2017, 2018

Puchar Rosji:
- 2018